# 长春铁北监狱
长春铁北监狱，全称为吉林省长春铁北监狱，是中华人民共和国吉林省监狱管理局下属的一所省级重刑犯监狱，位于吉林省长春市宽城区亚泰北街2050号。

## 历史与概况
长春铁北监狱建于1952年，占地面积约22万平方米，设有24个科室和13个押犯监区。该监狱是吉林省五大重刑犯监狱之一，主要关押职务罪犯、外国籍罪犯罪犯。

## 争议与批评
据报道，中国曾把300多名朝鲜脱北者从吉林省的长春铁北监狱，遣送回朝鲜。

## 著名服刑人员
夏泽良：前重庆市南岸区区委书记，薄熙来党羽，现正在长春铁北监狱服刑。